# Такеуті Томока
Такеуті Томока (яп. 竹内 智香; нар. 21 грудня 1983, Асахікава, Японія) — японська сноубордистка. Срібна призерка зимових Олімпійських ігор 2014 року у паралельному гігантському слаломі.